# Anostostoma
Anostostoma is een geslacht van rechtvleugeligen uit de familie Anostostomatidae. De wetenschappelijke naam van dit geslacht is voor het eerst geldig gepubliceerd in 1837 door George Robert Gray.

## Soorten
Het geslacht Anostostoma omvat de volgende soorten:
- Anostostoma australasiae Gray, 1837
- Anostostoma erinaceus Burmeister, 1838
- Anostostoma femoralis Walker, 1869
- Anostostoma opacum Brunner von Wattenwyl, 1888
- Anostostoma spinosum Karny, 1930
- Anostostoma tolteca Saussure, 1861